# سیارک ۷۳۶۳
سیارک ۷۳۶۳ (به انگلیسی: 7363 Esquibel، نامگذاری:1996FA1) هفت هزار و سیصد و شصت و سومین سیارک کشف شده‌است که در ۱۸ مارس ۱۹۹۶ کشف شد.
قدر مطلق سیارک برابر ۱۲٫۴۰ است.